# Clara River
Der Clara River ist ein Fluss im Norden des australischen Bundesstaats Queensland.

## Geographie

### Flusslauf
Der Fluss entspringt an den Südwesthängen der Gregory Range, etwa 120 Kilometer südlich von Georgetown. Von dort fließt er nach Nordwesten und mündet nördlich von Vena Park in den Norman River.

### Nebenflüsse mit Mündungshöhen
- Snowy Creek – 328 m
- Yarraman Creek – 243 m
- Borer River – 73 m[1]